# Шрадер, Герхард
Шрадер Пауль Герхард Генрих (нем. Gerhard Schrader, 1903—1990) — немецкий химик,  родился 25 февраля 1903 года в маленьком городке Бортфельд в Германии. В 1956 году награждён Памятной медалью Адольфа фон Байера.

## Открытия

### Метилсульфонилфторид
В 1936 году Герхард Шрадер начал работу над фторидами серной и фосфорной кислот, открыв метилсульфонилфторид, который использовали как фумигант. С 1938 по 1944 синтезировали целый ряд фтор-содержащих эфиров: DFP, TEPP, OMPA, зарин, пирофосфатные эфиры и т. п., которые предназначались для использования как инсектициды. Военные отметили их токсические свойства и взяли на вооружение.
Многие германские промышленные и научные архивы попали в руки союзников. Наиболее важные документы, в которых содержались результаты работ группы Шрадера, были рассмотрены в 1946 году на Британском информационном перспективном подкомитете, а затем в Лонгаштонской исследовательской станции.

### Табун
23 декабря 1936 года Шрадер, занимаясь поиском средства для борьбы с насекомыми-вредителями, открыл невероятный по убийственной силе препарат, которое назвал «вещество 9/91», позже было переименовано в табун. Это был невероятный по убийственной силе препарат и опаснейший яд: даже в сильно разбавленном виде он успешно уничтожал самых разных вредных насекомых, но военные решили использовать в своих целях это открытие. Табун убивал за несколько минут. Немецкое военное руководство выплатило Шрадеру и его коллегам награду в 50 тысяч марок за открытие нового яда. Летом 1942 года начинается массовое производство табуна. Планировалось производить тысячу тонн каждый месяц, но из-за технических трудностей к началу 1945 года в распоряжении Германии было только 15 тысяч тонн этого вещества.
Хотя поначалу табун казался непревзойденным по убийственной силе, скоро был изобретен другой препарат — зарин, который раз в 10 превосходил табун

### Зарин и зоман
В 1939 году Шрадер синтезировал еще более сильное и токсичное соединение, назвав его «вещество 146», которое было в два раза убийственнее для животных и человека, чем открытый ранее табун. Военные сразу же взяли образцы препарата и приступили к разработке новых методов по быстрому производству отравляющего вещества в промышленных масштабах. Созданное Герхардом Шрадером «вещество 146» было переименовало в зарин. В 1944 году был изобретен зоман, оставивший позади даже зарин. Эти два вещества оказались настолько эффективными, что на протяжении многих десятилетий были главными ОВ, и сейчас ещё остаются в арсенале крупнейших армий.
Производство двух последних препаратов оказалось очень сложным, поэтому зоман вообще не вышел за пределы лабораторий. Оценки же того, сколько было произведено зарина, колеблются от 500 кг до 10 тонн.